# Hedwig Munck
Hedwig Munck (* 1955 in Mircovac, Jugoslawien; heute Kroatien) ist eine deutsche Kinderbuchautorin.

## Leben
Munck wuchs in Baden-Württemberg auf. In Reutlingen studierte sie Kunst und Mathematik auf Lehramt. Im Anschluss studierte sie Visuelle Kommunikation an der Hochschule der Künste in Berlin.
1981 begann sie gemeinsam mit ihrem Ehemann Andreas Munck Trickfilme für Kinder zu produzieren. 1998 entstand die populäre Serie Der kleine König, die auch in Kinderbüchern und Hörspielen umgesetzt wurde.
Munck ist verheiratet, hat zwei Kinder und lebt in Berlin.